# Авецано-Сорбело (Казерта)
Авецано-Сорбело је насеље у Италији у округу Казерта, региону Кампанија.
Према процени из 2011. у насељу је живело 601 становника. Насеље се налази на надморској висини од 118 м.